# Ghorāmāra Island
Ghorāmāra Island är en ö i Indien.   Den ligger i delstaten Västbengalen, i den östra delen av landet, 1 300 km sydost om huvudstaden New Delhi. Arean är 5,0 kvadratkilometer.
Terrängen på Ghorāmāra Island är mycket platt. Öns högsta punkt är 11 meter över havet. Den sträcker sig 3,1 kilometer i nord-sydlig riktning, och 2,9 kilometer i öst-västlig riktning.